# Катима Мулило (аэропорт)
Аэропорт Катима Мулило (англ. Katima-Mulilo Airport; (ИАТА: MPA, ИКАО: FYKM; ранее: FYMP), ранее Аэропорт Мпача (англ. Mpacha Airport) — аэропорт, находящийся примерно в 10 километрах от города Катима Мулило в Намибии. Аэропорт имеет выход на автостраду B8. 
Аэропорт располагает взлётно-посадочной полосой длиной 2297 метров. С Катима Мулило компанией Air Namibia регулярно производятся рейсы в аэропорты Эрос и Рунду. Владельцем Катима Мулило является намибийская компания NAC Namibia.

## Статистика
|                   | 2004/05 | 2005/06 | 2006/07 | 2007/08 | 2008/09 | 2009/10 | 2010/111 |
| ----------------- | ------- | ------- | ------- | ------- | ------- | ------- | -------- |
| Кол-во вылетов    | 1 354   | 1 330   | 1 171   | 1 318   | 1.005   | 908     | 462      |
| Кол-во пассажиров | 5 529   | 4 861   | 3 390   | 4 683   | 3 932   | 4 482   | 2 240    |

Источник: Статистика NAC

1Кол-во вылетов с сентября 2010 по февраль 2011 года.